# Морнарички истражитељи (8. сезона)
Осма сезона амерички полицијско-процедуралне драме Морнарички истражитељи је емитована од 21. септембра 2010. до 17. маја 2011. године на каналу ЦБС.
Прича о сезони укључује Зивиног углавном невидљивог дечка Реја и ЦИА-е који настављају да се мешају у свакодневни рад МЗИС-а. Значајни догађаји укључују тероризам и претњу из унутрашњих послова током дводелне епизоде „Непријатељ“ као и долазак друге Екипе за решавање тешких злочина из Роте у Шпанији за коју је Тонију понуђено вођство на почетку четврте сезоне. Сезона се завршила петоделном причом о Убици од лука до луке који је претио обема екипама. Последња епизода је емитована 17. маја 2011. године.

## Опис
Главна постава се у овој сезони није мењала.

## Улоге

### Главне
- Марк Хармон као Лерој Џетро Гибс
- Мајкл Ведерли као Ентони Динозо мл.
- Коте де Пабло као Зива Давид
- Поли Перет као Ебигејл Шуто
- Шон Мареј као Тимоти Мекги
- Роки Керол као Леон Венс
- Дејвид Мекалум као др Доналд Малард

### Епизодне
- Саша Александер као Кејтлин Тод (Епизоде 14)
- Брајан Дицен као Џејмс Палмер (Епизоде 1-4 6, 10, 13, 15-17, 19-21, 23-24)

## Епизоде
| Бр. у серији | Бр. у сезони | Назив                        | Редитељ             | Сценариста                                                          | Пpемијерно емитовање | Пpод. код | Бр. гледалаца (у милионима) |
| --- | ------------ | ---------------------------- | ------------------- | ------------------------------------------------------------------- | -------------------- | --------- | --------------------------- |
| 163 | 1            | "Паук и мува (3. део)"       | Денис Смит          | Гери Гласберг                                                       | 21. септембар 2010.  | 801       | 19.41                       |
| Након сукоба Џексона Гибса и Паломе Рејносе, он је стављен под заштиту МЗИС-а у кућу његовог сина. Неколико месеци касније, смрт пилота хеликоптера води екипу до освете картела Рејноса Гибсу, чинећи сваког члана екипе метом. Палома Рејноса, вођа картела, игра игру мачке и миша са МЗИС-ом ширећи свој траг САД објашњавајући утицај њеног картела. Тензије расту кад Алехандро Ривера зове Еби да пошаље извештај убиства Педра Хернандеза и прети јој пред Гибсом. Свестан своје повезаности са картелом Рејноса, МЗИС води Риверу у клопку у сигурну кућу, преварећи га да мисли да му је сестра мртва и да су одговорни у заштитном притвору. Ривера гризе мамац и креће да се освети, али завршава смртно рањавајући своју сестру. У међувремену, Леон Венс, стављајући извештај који меша Гибса тамо где га нико неће наћи, прима тајанствену поруку од Илаја Давида у којој пише "Нашао сам га". |              |                              |                     |                                                                     |                      |           |                             |
| 164 | 2            | "Најгора ноћна мора"         | Тони Вaрмби         | Стивен Д. Бајндер                                                   | 28. септембар 2010.  | 802       | 19.15                       |
| Девојка је отета из средње школе у војној бази у Квантику, па МЗИС креће у истрагу. Николас Мејсон, деда нестале девојке, компликује ствари кад договара откуп без обавештавања МЗИС-а. Док екипа ради на откривању идентитета отмичара и мотива, Гибс брине да Мејсон не узме закон у совје руке и не направи већу штету. користећи разрађени трик, екипа успева да наговори отмичара да каже где крије девојку и да га ухапсе. У међувремену, троје интерниста је додељено МЗИС-у. Еби је забринута јер је њен последњи помоћник Чип Стерлинг (из 3. сезоне) покушао да је убије, Палмер се осећа бескорисно након што се даки зближи са једним од интерниста, а Макги мора да се отима са интернистом кога не занима закон ни теренски рад. |              |                              |                     |                                                                     |                      |           |                             |
| 165 | 3            | "Кратак фитиљ"               | Лесли Либмeн        | Џорџ Шенк и Гренк Кардеа                                            | 5. октобар 2010.     | 803       | 19.81                       |
| МЗИС одговара на хитан позив нако што Хедер Демпси, војна минерка, упуца и убије провалника у својој кући. Демпсијева у почетку испада из истраге, али екипа проналази доказе да није била сама у кући. За њеног љубавника је откривено да је виши агент ФБИ-ја, провалник и плаћени убица. Откривено је да је Демпсин брат упуцао и парализовао човек који се презива Абот током уличног рата и да је љубавник из ФБИ-ја предложио заштитни притвор за њега након што сведочи да би избегао робију. Демпсијева је започела везу са агентом ФБИ-ја да би сазнала Аботов прави идентитет и где је он. Кад је открио да га Демпсијева тражи, Абот је унајмио плаћеног убицу да је убије пре него што она убије њега. Пошто унајмљивање плаћеног убице није подпадало под договор о имунитету, Абот је ухапшен. У међувремену, Тони је изабран за лице нове МЗИС-ове кампање за мобилисање, али директор Венс одлучује да Гибс рекламира квалитете МЗИС-а јер ради то боље него Тони. |              |                              |                     |                                                                     |                      |           |                             |
| 166 | 4            | "Краљевство и оданост"       | Арвин Браун         | Рид Штајнер                                                         | 12. октобар 2010.    | 804       | 19.20                       |
| Екипа се меша у међународни догађај кад истражује убиство америчког подофицира чији је случај повезан са краљевском војном морнарицом. Сложености настају кад неко покуша да натера брод да исплови пре него што МЗИС успе прикладно да га истражи. Откривају да је убиство почињено због велике своте украденог ЦИА-иног новца којим су исплаћени моћници и диктатори у Авганистану. У почетку, екипа сумња да је официр за везу краљевске морнарице одговоран, али убрзо откривају да је он агент МИ6 коме је смештено за крађу. Уз његову помоћ, проналазе правог кривца, подмићеног руководиоца ЦИА-е који је био задужен за новац. |              |                              |                     |                                                                     |                      |           |                             |
| 167 | 5            | "Прекид"                     | Теренс О’Хара       | Кристофер Џ. Вејлд                                                  | 19. октобар 2010.    | 805       | 19.41                       |
| Екипа истражује смрти радио ди џеја и војног официра који су побијени током радио преноса уживо, а посао им отежава откриће разних осумњичених. Док трагају за убицом, они омашком откривају велики терористички скуп који чине богати домаћини из једног краја. Терористи сматрају да Америка треба да троши више новца на одбрану него на стране ратове, па су покушали да мобилишу ди џеја за свој циљ. Кад је ди џеј то одбио, они су га убили да би га ућуткали. Екипа МЗИС-а долази у крај и хапси све чланове, али сазнаје да су они нешто много злокобније планирали. |              |                              |                     |                                                                     |                      |           |                             |
| 168 | 6            | "Напрснуће"                  | Тони Вармби         | Никол Мирант-Метјус                                                 | 26. октобар 2010.    | 806       | 20.18                       |
| Екипа МЗИС-а истражује смрт војне истраживачице коју је ударио аутобус на сред прометне улице. Изненађени су кад су открили да јој је цлео тело прекривено хемијским формулама за рарзађивање, али почињу да сумњају да је њена смрт само несрећа кад су нашли доказе да је била параноична. Препознајући истраживачицу као сродну душу јер деле сличне научне процесе, Еби постаје одлучна да реши њене једначине и да заврши рад који је истраживачица почела. На жалост, њена нова поседнутост почиње да ствара проблеме између ње и остатка екипе, али захваљујући Гибсу и жртвиној мајци, Еби се враћа на своја првенства и наставља рад на случају. Како је екипа открила да је истраживачица отрована, Еби закључује да је формула метода за претварање бактерије у течност. Траг води до њубоморног сарадника, који је отровао истраживачицу да би преузео њен посао. У међувремену, Тонијево последње набацивање изазива невоље кад она предложи играње улога, али одбија да каже Тонију шта има на уму. За њену маштарију је касније откривено да је Тони Манеро из филма Грозница суботње вечери, због чега незадовољни Тони покушава да се искраде на задњи излаз МЗИС-а у белом диско оделу. |              |                              |                     |                                                                     |                      |           |                             |
| 169 | 7            | "Сломљена стрела"            | Арвин Браун         | Џорџ Шенк и Гренк Кардеа                                            | 9. новембар 2010.    | 807       | 19.87                       |
| Док су истраживали убиство војог командира и друга подадмирала Чејса, екипа наилази на део нуклеарне бомбе која се изгубила током Хладног рата. Због жртвине повезаности са Тонијевим оцем, они га проналазе и испитују. На крају, на Тонијево негодовање, Гибс мобилише Диноза ст. да искористи своје везе и да се убаци на лично окупљање трговаца оружјем. Откривају да је директор једног друштва налетео на бомбу и да планира да је прода на црној берзи. Директор је ухапшен, а два Диноза коначно решавају размирице међу собом. |              |                              |                     |                                                                     |                      |           |                             |
| 170 | 8            | "Страни непријатељ (1. део)" | Денис Смит          | Џеси Стерн                                                          | 16. новембар 2010.   | 808       | 19.43                       |
| Екипа је добила задатак да чува Илаја Давида (директора Мосада и Зивиног оца) на скупу у МЗИС-у. Морају да се суоче са тројицом палестинских убица који покушавају да га убију. Епизода се завршава када, након што покушај убиства на скупу наизглед омане, Венс и Давид иду у сигурну кућу. Гибс не може да их добије радиом, а официр Хадад лежи мртав у сигурној кући. |              |                              |                     |                                                                     |                      |           |                             |
| 171 | 9            | "Домаћи непријатељ (2. део)" | Марк Хоровиц        | Џеси Стерн                                                          | 23. новембар 2010.   | 809       | 18.78                       |
| Гибс долази у сигурну кућу и проналази Хадада мртвог, Венса критично рањеног, а Илај је нестао. На крају, екипа проналази Илаја који се крије да би избегао атентаторе. Они онда закључују да је човек који је подметнуо бомбу је доушник у МЗИС-у. Током епизоде, гибс прегледа "Операцију Трозубац", Венсов први посао у МСИ-у на којој је упознао Илаја Давида. Гибс је првобитно закључио да је Давид покушао да убије Венса током операције цинкарећи га правој мети, совјетском оперативцу под надимком "Рус". Кад је Илај нађен, откривено је да су Венс и Давид заједно радили на операцији како би зауставили Руса и његову екипу операцији што је била одскочна даска у Венсовој каријери. Доушник у МЗИС-у је иста особа која је водила операцију у Амстердаму и којој су пплан покварили Венс и Илај. Откривено је да је доушник Рајли Макалистер, бивши шеф одељења у Сан Дијегу, и да је он петљао операцијом тако да би се његова област стручности, Русија, вратила у игри пост-Хладног рата што би њему омогућило да постане директор. Унајмио је Руса, истог човека за кога је послао Гибса да га убије у Паризу зајдно са Џени Шепард, да убије Венса, а он би активирао бомбу у сигурној кући да осе освети Венсу и Илају. Онда је покушао да убије Венса у болничкој соби, али Венс га убада ножем који му је Гибс дао за одбрану. Пре него што се вратио у Израел, Илај се помирио са Зивом. |              |                              |                     |                                                                     |                      |           |                             |
| 172 | 10           | "Лажни сведок"               | Џејмс Вајтмор мл.   | Стивен Д. Бајндер                                                   | 14. децембар 2010.   | 810       | 19.87                       |
| Екипа МЗИС-а истражује нестанак подофицира који је сведок у предстојећем суђењу за убиство. У међувремену, Зива и Макги покушавају да открију разлог Тонијевог чудног понашања. |              |                              |                     |                                                                     |                      |           |                             |
| 173 | 11           | "Бродови у ноћи"             | Томас Џ. Рајт       | Рид Стајнер и Кристофер Џ. Вејлд                                    | 11. јануар 2011.     | 811       | 21.93                       |
| Гибс и екипа сарађују са агенткињом Истражне службе обалске страже (ИСОС-а) Ебигејл Борин на истрази убиства поручник прве класе на вечерњем броду. Екипа сазнаје за жртвино здравље, што отвара нове ставке истраге. Жртва је била наследница вишемилионске корпорације и да је хтео да искористи своје вођство да претвори корпорацију у добротворну организацију. Састављајући трагове, екипа открива да је жртвина смрт била исход завере његове сестре, породичног адвоката и финансијског директора. Касније, један од жртвиних сарадника, који је такође и његов адвокат, стиже у МЗИС доносећи његову пооследњу вољу и тестамент којом се наствља жртвина жеља за реформом корпорације. |              |                              |                     |                                                                     |                      |           |                             |
| 174 | 12           | "Мобилисан"                  | Арвин Браун         | Гери Гласберг                                                       | 18. јануар 2011.     | 812       | 21.09                       |
| Мобилисање подофицира на факултетском вашару се фатално завршава, терајући МЗИС да реши његово убиство. Екипа сазнаје за подофицирову хомосексуалност, што води Гибса да прогласи убиство злочином из мржње. Дакијев претходник у МЗИС-у, др. Роберт Магнус, долази у посету. Екипа проналази неколико осумњичених, али Гибс схвата да је убица отац једног од студената кога је подофицир саветовао. Отац није схватио да подофицир хоће да помогне његовом сину око хомосексуалности, него се плашио да хоће да уђе у везу са њим. У међувремену, Магнус открива прави разлог своје посете. Пати од Алцхајмерове болести и вратио се у МЗИС у нади да ће му то помоћи да врати памћење. Да би помогао Магнусу, Даки уз Макгијеву помоћ даје албум свих људи којима је Магнус помогао док је био у МЗИС-у. |              |                              |                     |                                                                     |                      |           |                             |
| 175 | 13           | "Слобода"                    | Крејг Рос мл.       | Никол Мирант-Метјус                                                 | 1. фебруар 2011.     | 813       | 22.85                       |
| Екипа истражује смрт војника, што открива да је његова жена злостављана. |              |                              |                     |                                                                     |                      |           |                             |
| 176 | 14           | "Човек улази у кафану"       | Џејмс Вајтмор мл.   | Гери Гласберг                                                       | 8. фебруар 2011.     | 814       | 20.35                       |
| Војни командир је пронађен мртав на свом броду наводно убијен. Екипа МЗИС-а води истрагу док мора да се суочи обавезном психолошком проценом коју води др. Рејчел Кренстон, за коју се открило да је старија сестра њихове покојне сараднице и другарице агенткиње Кејтлин Тод. Откривено је да се командир убио због обавезног пензионисања и пошто није имао живота без морнарице. Његови сарадници су згрожени убиством из поштовања према њему. Појава Кејтлин Тод. |              |                              |                     |                                                                     |                      |           |                             |
| 177 | 15           | "Позив"                      | Денис Смит          | Џорџ Шенк и Френк Кардеа                                            | 15. фебруар 2011.    | 815       | 19.40                       |
| Покушај атентата у Белгравији тера МЗИС да штити ћерку министра одбране Адријану, која студира у САД. Док је екипа заузета чувањем Адријане, Гибс покушава да истражи смрт војника који је убијен док је чувао министра. У међувремену, Андријани почиње да се свиђа Мекги, али је изненада отимају двојица наоружаних отмичара. Бесан на њихово обмањивање, Венс наређује екипи да реши случај за 48 сати или ће одузети Мекгију и Динозу значке. Екипа открива да је Адријана, која се није слагала са политиком свог оца, средила своју отмицу да би га притисла. Ипак, једна од саучесника је постао похлепан и одлучио је да је задржи у замену за откуп. На срећу, екипа успева да је спаси, али не може да је ухапси као саучесника у отмици због дипломатског имунитета. Мекги је остао да размишља да ли се стварно свиђао Адријани или је то била само глума. |              |                              |                     |                                                                     |                      |           |                             |
| 178 | 16           | "Програмска грешка"          | Тони Вармби         | Синопсис: Стивен Д. Бајндер Сценарио: Стивен Крозир                 | 22. фебруар 2011.    | 816       | 21.32                       |
| Откриће изважних зуба и откинутих рстију у торбици исходују истрагом МЗИС-а кад су препознали да припадају војнику. Док екипа покушава да пронађе убицу, истражитељ из електронског предузећа стиже пошто је открио да траг хаковања рачунара води до МЗИС-а. То нервози Мекгија је је провалио у владине рачунаре по Гибсовом наређењу. Екипа успеда да пронађе Максин, која је војникова девојка и стручњак за игрице и рачунаре. Почиње да се свиђа Мекгију. Ипак, Мекги покушава да се удаљи због догађаја из епизоде "Позив". Она открива да је случајно открила неке шифре у ОВМИУ-у за шта испада да је програм који може да хакује Пентагон. Екипа проналази програмера и гаси његов програм, али он је пронађен мртав. Гибс и Мекги закључују да је истражитељ који је долазио раније стоји иза убистава пошто су вести о таквој претњи америчкој сигурности могле да му угрозе каријеру. Касније, Динозо манипулише догађајим да би натерао Мекгија да изађе са Максин. |              |                              |                     |                                                                     |                      |           |                             |
| 179 | 17           | "Последњи резултат"          | Мајкл Ведерли       | Џеси Стерн                                                          | 1. март 2011.        | 817       | 19.21                       |
| МЗИС открива да је један њихов истражни помоћник који је пронађен мртав брутално избоден продавао појединости о томе како опљачкати складиште пуно вредних ствари. |              |                              |                     |                                                                     |                      |           |                             |
| 180 | 18           | "Ван тигања"                 | Теренс О’Хара       | Синопсис: Рид Штајнер и Кристофер Џ. Вејлд Сценарио: Леон Керол мл. | 22. март 2011.       | 818       | 19.46                       |
| Директор Венс шаље Гибса и екипу на случај малолетног наркомана који је оптужен за оцоубиство. Гибс почиње да преиспитује Венсове мотиве у случају кад екипа МЗИС-а открије недоследности у истрази због којих он верује да је његов осумњичени невин. Тензије између Гибса и Венса - због смањења буџета и мењања екипе из ранијих епизода - излазе на видело кад Венс призна да му је жртва била близак пријатељ. Након темељне истраге, МЗИС открива да је мајка дечака која га је напустила недавно покушала да се врати у његов живот и да је убила његовог оца у бесу што није дозволио да се њих двоје сретну. |              |                              |                     |                                                                     |                      |           |                             |
| 181 | 19           | "Рећи све"                   | Кевин Родни Саливен | Ендру Бартелс                                                       | 29. март 2011.       | 819       | 18.73                       |
| Порука војник на самрти која је послата Одбрамбеној истражној агенцији води Гибсову екипу у потрагу за рукописом са војним подацима. Док екипа истражује даље, они проналазе тело убијеног агента ФБИ-ја и откривају да су обе жртве имале везе са писањем која открива тајне противтерористиче операције. Ипак, екипа је принуђена да тражи анонимног аутора књиге кад је војна служба уништила све примерке књиге. Уз ауторову помоћ (који је такође војни поручник који је отпуштен због омањивања противтерористичке операције), они успевају да ухапсе трговца оружјем који је украо пошиљку војног оружја, али откривају да она није убица. Са овим новим подацима, као и са новим доказима од Еби, Гибс закључује да је муж агенткиње ФБИ-ја убица, јер је погрешно веровао да његова жена има аферу. Као споредна прича, Гибс добија позив на венчање и баца га. Тони је провео целу епизоду покушавајући да сазна од кога је то. Испада да је од једне од његових бивших жена (исте бивше жене која се преудала за Форнела и развела од њега). |              |                              |                     |                                                                     |                      |           |                             |
| 182 | 20           | "Дволичност (1. део)"        | Томас Џ. Врајт      | Никол Мирант-Метјус и Рид Штајнер                                   | 5. април 2011.       | 820       | 19.40                       |
| Тело морнара је пронађено умотано у пластику и поливено болничким средством за хемијско чишћење, ознаком серијског убице познатог као "Лука у луку" који убија лучке рандике кад дођу у луку. Венс покреће задатак хватања убице и поставља Беретову за вођу операције јер је она прва кренула у лов на убицу од кад је напао у Роти у Шпанији. Тензије расту унутар МЗИС-а када Гибс посумња да Беретова и Тони спавају заједно, угрожавајући оданост екипи. Зива открива да је њен дечко Реј веза између ЦИА-е и МЗИС-а и преиспитује природу њихове везе када га ухвати у лажи. Након неколико ћорсокака и проналаска још једне жртве (чинећи број познатих жртава пет), епизода се завршава са Зивом и Динозом у кафићу како откривају да очна јабучица плута у чаши џин тоника који им је донео непознати конобар. |              |                              |                     |                                                                     |                      |           |                             |
| 183 | 21           | "Смртоносни одраз (2. део)"  | Вилијам Веб         | Џорџ Шенк и Френк Кардеа                                            | 12. април 2011.      | 821       | 19.87                       |
| Екипа МЗИС-а истражује убиство у Пентагону које је снимила камера. Сложености настају кад је убица пронађен мртав у наводној саобраћајној несрећи, а Даки тврди да је немогуће да је извршио убиство јер је мртав већ два дана. На крају, екипа открива да је прави убица користио силиконску маску да би умешо покојног да би могао да петља са доказима који њега мешају у посебну мисију. У међувремену, након покушаја да реши тајну ока из епизоде "Дволични", Е. Џ. и Палмер откривају да око може да отвори ЦВПУ кад се скенира, остављајући све у екипи и Гибса потресене открићем. |              |                              |                     |                                                                     |                      |           |                             |
| 184 | 22           | "Балтимор"                   | Теренс О’Хара       | Стивен Д. Бајндер                                                   | 3. мај 2011.         | 822       | 17.87                       |
| Посебни агент Ентони Динозо мора да копа по својој прошлости из времена кад је радио у Балтиморској полицији да би открио зашто је његов стари партнер убијен. |              |                              |                     |                                                                     |                      |           |                             |
| 185 | 23           | "Лабудова песма (3. део)"    | Тони Вармби         | Џеси Стерн                                                          | 10. мај 2011.        | 823       | 17.62                       |
| Док јуре убицу "Од луке до луке", МЗИС је стављен под узбуну кад су изашли докази да се он убацио у војно двориште. Они откривају да је његов последња жртва преживела јер је неко ко је интервенисао и изгубио око у тој борби њихов непријатељ на прекиде Трент Корт. Корт говори да је "Лука у луку" убица војни поручник Џонас Коб, први члан атентаторске ЦИА-ине екипе који је пуко на нељудској обуци. Корт је послат да пронађе Коба и да га елиминише. Како се екипа МЗИС-а приближава Кобу, они доживљавају личну трагедију кад је Мајк Френкс убијен у покушају да га приведе. Пошто је Коб повређен, наоружан и нестао, Гибс се суочава са Венсом око његове одлуке од пре неколико недеља. Венс признаје да је одлука да се Е. Џ. Берет стави на чело екипе дошла одозго. Гибс схвата да се Коб пореди са њим и д аму је највероватније мета Е. Џ. Берет. Епизода се завршава кад Е. Џ. не слуша Венсова наређења и креће да приведе Коба. Ипак, Коб заскаче Е. Џ. и њих двоје упадају у борбу у којој Е. Џ. почиње полако да губи. |              |                              |                     |                                                                     |                      |           |                             |
| 186 | 24           | "Пирамида (4. део)"          | Денис Смит          | Гери Гласберг                                                       | 17. мај 2011.        | 824       | 18.62                       |
| Након што је коначно сазнао идентитет убице "Од луке до луке" после смрти Мајка Френкса, Гибс и екипа се спремају за најгоре кад он удари близу срца МЗИС-а, намамљујући Зиву у замку. Кад су Зиву нашли Мекги, Динозо, Гибс и Реј Круз, он открива да је то скретање пажње и док се поручник Џонас Коб убацује у МЗИС да би пронашао људе који су од њега направили убицу као део "Операције Франкенштајн" : Леона Венса, Трента Корта и секретара морнарице. Све што је радио од свог првог убиства у Шпанији је у намери да их нађе - али знајући да је секретар морнарице под двадесетчетворочасовном заштитом, Коб мења тактику и напада Е. Џ. Берет која не само да је особа која га истражује од његовог првог убиства, него је и сестричина секретара морнарице. Екипа МЗИС-а успева да пронађе Коба у складишту у ком је некад тренирао и где сад "тренира" Трента Корта, Џимија Палмера и Беретову. Он тврди да је радио само оно што је мислио да је исправно, али одбија да се преда па су га упуцали и убили Гибс и Венс. Епизода се завршава кад нови секретар морнарице Клејтон Џарвис даје Тонију задатак да "прати" непознату особу и обавештава их да се за тог агента МЗИС-а сумња да продаје поверљиве податке. |              |                              |                     |                                                                     |                      |           |                             |